# Tetjana Tereschtschuk-Antipowa
Tetjana Tereschtschuk-Antipowa (ukrainisch Тетяна Терещук-Антіпова; engl. Transkription Tetyana Tereshchuk-Antipova; * 11. Oktober 1969 in Luhansk) ist eine ukrainische Hürdenläuferin und Olympiadritte.

## Sportliche Laufbahn
Tetjana Tereschtschuk-Antipowa gewann bei den Europameisterschaften 1998 die Silbermedaille im 400-Meter-Hürdenlauf. Bei den Olympischen Sommerspielen 2004 in Athen gewann sie die Bronzemedaille hinter Fani Chalkia (GRE) und Ionela Târlea-Manolache (ROM). Bei den Europameisterschaften 2006 in Göteborg gewann sie erneut Bronze.
Ihre Bestzeit steht seit 2004 bei 53,37 Sekunden.
Tetjana Tereschtschuk-Antipowa hat bei einer Größe von 1,85 m ein Wettkampfgewicht von 63 kg.

## Persönliche Bestzeiten
- 200 m – 24,03 Sekunden
- 100 m Hürden – 13,12 Sekunden
- 400 m Hürden – 53,37 Sekunden